# Затока Норвегія
Зато́ка Норве́гія (норв. Norvegiabukta) — бухта на північній стороні мису Інгрід на західній стороні острова Петра I. Названа на честь Norvegia, Норвегії, науково-дослідного судна, яке відвідало острів у лютому 1929 року.